# Руду-Шургуял
Руду-Шургуял (мар. Рӱдӧ Шӱргыял) — деревня в Куженерском районе Республики Марий Эл. Входит в состав Шорсолинского сельского поселения.

## География
Находится в северо-восточной части республики Марий Эл на расстоянии приблизительно 11 км на восток-северо-восток от районного центра посёлка Куженер.

## История
Известна с 1874 года, когда в деревне насчитывалось 34 двора, 190 жителей. В 1891 году здесь было 30 дворов. В 1933 году население деревни составляло 169 человек, в 1943 году насчитывалось 43 двора и 155 жителей, в 1960 31 двор и 129 жителей. В советское время работали колхозы «Марий коммуна», имени Калинина и совхоз «Маяк».

## Население
Население составляло 91 человек (мари 100 %) в 2002 году, 90 в 2010.